# Kohlenstoffsenke
In den Geowissenschaften wird als Kohlenstoffsenke (auch Kohlendioxidsenke oder CO2-Senke) ein Kohlenstoffreservoir bezeichnet, das – in geologischen Zeitmaßstäben betrachtet immer vorübergehend – mehr Kohlenstoff aufnimmt und speichert, als es abgibt. Oft werden auch die Vorgänge oder Mechanismen, die den Fluss von Kohlenstoff in das betrachtete Reservoir bewirken, als Kohlenstoffsenken bezeichnet. Kohlenstoffsenken sind Teil des Kohlenstoffkreislaufs und haben seit Urzeiten eine große Bedeutung für das Erdklima.
Im 21. Jahrhundert erlangen jene Kohlenstoffsenken besondere Aufmerksamkeit, die das Treibhausgas Kohlendioxid (CO2) in für Menschen relevanten Zeiträumen aus der Atmosphäre aufnehmen können. Sie schwächen damit den durch menschliche Treibhausgasemissionen verstärkten Treibhauseffekt ab. Dieser Vorgang wird auch als Negativemission bezeichnet. Häufig werden durch menschliche Einflüsse aus bisherigen Kohlenstoffsenken wieder Kohlenstoffquellen, die in der Summe mehr Kohlendioxid abgeben, als sie aufnehmen. Kohlenstoffsenken und Kohlenstoffquellen spielen im Zusammenhang mit der globalen Erwärmung und deren absehbaren Folgen eine wichtige Rolle.

## Kohlenstoffsenken der terrestrischen Biosphäre
Terrestrische Ökosysteme enthalten Kohlenstoff zum größten Teil in organischen Verbindungen sowohl in ihrer lebenden Biomasse als auch im Humus ihrer Böden. Erhöhen sich in einem Ökosystem die Kohlenstoffvorräte (also die Summe der Kohlenstoffvorräte in Biomasse und Boden), so ist dieses Ökosystem eine Kohlenstoffsenke.
Mittels Photosynthese nehmen Pflanzen (und in geringerer Menge auch einige Bakterienarten) Kohlenstoffdioxid aus der Atmosphäre auf und bauen den Kohlenstoff in organische Stoffe ein. Ein Teil dieser organischen Stoffe dient Tieren und Mikroorganismen als Nahrung. Organische Stoffe, die nicht mehr Bestandteile von Lebewesen sind, werden als Streu dem Boden zugeführt und bilden dort den Humus. Zur Streu gehören neben toten Lebewesen z. B. auch heruntergefallene Blätter und Nadeln, Wurzelausscheidungen (Exsudate) und Exkremente von Tieren. Der Großteil der Streu wird nach kurzer Zeit von Bakterien und Pilzen mineralisiert, wobei der Kohlenstoff aus den organischen Verbindungen wieder in Kohlenstoffdioxid überführt und in die Atmosphäre abgegeben wird. Ein kleiner Teil kann jedoch unter geeigneten Bedingungen zusätzlich in den Boden eingelagert werden. Auch Feuer wandelt organisch gebundenen Kohlenstoff in Kohlenstoffdioxid um. Soll ein Ökosystem als Kohlenstoffsenke dienen, so muss man zwei Ziele verfolgen: mehr Biomasse und mehr Humus (mehr Streu, weniger Mineralisierung).
Die Form der Landnutzung hat einen erheblichen Einfluss auf die Speicherung von Kohlenstoff im Boden. Mit einer ökologischen Landwirtschaft können die Kohlenstoffeinträge in die Böden erhöht werden, da im Vergleich zur konventionellen mehr Wurzelbiomasse gebildet werden kann. Wie beiliegendes Diagramm zeigt, ist im Boden weltweit mehr als doppelt so viel Kohlenstoff gespeichert wie in der lebenden Biomasse, wobei dieses Diagramm für die Böden nur die Kohlenstoffvorräte des obersten Meters angibt.

Diagramm des Kohlenstoffzyklus. Die schwarzen Zahlen geben an, wie viele Milliarden Tonnen Kohlenstoff (Gt C) in den verschiedenen Reservoiren vorhanden sind. Die blauen Zahlen zeigen an, wie viel Kohlenstoff zwischen den einzelnen Speichern pro Jahr ausgetauscht wird.

Im Kohlenstoffzyklus wird Kohlenstoff zwischen Kohlenstoffsenken und Kohlenstoffquellen ausgetauscht. Die wichtigste Kohlenstoffquelle ist derzeit der stetig wachsende Verbrauch fossiler Brennstoffe wie Erdöl, Erdgas oder Kohle. Außerdem wird durch die oben genannten Prozesse Kohlenstoff in Ökosystemen eingelagert oder aus ihnen freigesetzt.

### Wälder
Wälder absorbieren weltweit jährlich 0,55 Gigatonnen und sind somit die größte terrestrische Senke für Kohlenstoff. Die Gesamtmasse der global in Waldökosystemen gespeicherten Kohlenstoffmenge wird mit 300 Gigatonnen im organischen Anteil des Mineralbodens, 295 Gigatonnen in der lebenden Biomasse und 68 Gigatonnen im Totholz und in der Streuschicht angenommen. In den borealen Nadelwäldern entfällt fast die Hälfte auf das unterirdische Pilzgeflecht. Die Speicherleistung der Wälder nimmt jedoch ab. Ursachen sind Übernutzung durch thermische Verwertung sowie die Klimaveränderung. Sie sorgt für Trockenstress, Schädlingsbefall und erhöhte Gefahr für die Ausbreitung von Waldbränden. Es stellt sich die Frage, welche Art der Bewirtschaftung eine optimale Speicherleistung gewährleistet. Untersuchungen ergaben, dass der Kohlenstoff-Pool in Urwäldern wesentlich höher ist als in Wirtschaftswäldern (347 tC/ha gegenüber 272 tC/ha). Zurückhaltung bei der Holzernte erscheint daher die kurzfristig erfolgreichste Maßnahme zur Steigerung der Kohlenstoffspeicherleistung der Wälder zu sein.
Etwa ein Drittel der menschengemachten Kohlendioxidemissionen ist auf die Entwaldung der letzten 150 Jahre zurückzuführen. Im Umkehrschluss können Aufforstungen sehr klimawirksam sein. Dies trifft vor allem dann zu, wenn großflächige Aufforstung im Gegenzug mit einem Rückgang der landwirtschaftlich genutzten Flächen einhergeht.
Die Fähigkeit von Aufforstungsflächen, Kohlenstoff zu speichern, hängt sehr stark von Faktoren wie Feuchte und Sonneneinstrahlung ab. In den Tropen ist eine Speicherleistung von bis 27 Tonnen Kohlenstoff pro Jahr und Hektar (tC/(ha·a)) möglich. In höheren Breiten ist die Speicherleistung entsprechend niedriger. Für Deutschland sind Werte von 2,8 tC/(ha·a) für 20-jährige Kulturen und 6,4 tC/(ha·a) für 60-jährige Kulturen zu erwarten. Bei Neuanlagen vergehen etliche Jahre, bis in der Summe eine CO2-Speicherung stattfindet. Aufforstungen auf vorbestehendem Grünland führen in Einzelfällen zu keiner Senkenwirkung, wenn hohe, im Boden gespeicherte Kohlenstoffvorräte durch Aufforstung mobilisiert und freigesetzt werden, die durch den Zuwachs an Biomasse nicht ausgeglichen werden. Ein Beispiel in Kanada ergab eine negative CO2-Bilanz nach 20 Jahren, nach 70 Jahren war sie positiv. Hier kamen die Faktoren der relativ niedrigen Speicherleistung aufgrund der hohen nördlichen Breite und der Aufforstung auf Grünland zusammen.
Folgende Faktoren führen bei Aufforstungen zu einer positiven CO2-Bilanz:
- Verzicht auf intensive Bodenbearbeitung, da diese den Umsatz von vorhandenem organischen Material fördert.
- Bei der Aufforstung von Ackerflächen ist der Effekt als Kohlenstoffsenke höher als bei der Aufforstung von Grünlandflächen.
- Bodendrainagen führen zu einer erhöhten Freisetzung von CO2.[14]

Es wird angenommen, dass äquatornahe Wälder eher in der Lage sind, der Atmosphäre CO2 zu entziehen, während Wälder der höheren Breiten in der Summe möglicherweise eher CO2 abgeben. Darüber hinaus haben boreale Nadelwälder einen geringeren Albedo-Effekt als schneebedeckte waldfreie Flächen.
Die tropischen Regenwälder galten bislang als besonders große Kohlenstoffsenken. Dieser Effekt scheint sich jedoch nach einer 2020 veröffentlichten Studie als Folge der Erderwärmung abzuschwächen beziehungsweise umzukehren.
Eine Studie aus dem März 2020 von ca. 100 Institutionen über einen Zeitraum von 30 Jahren zeigt, dass die Fähigkeit tropischer Wälder, CO2 zu absorbieren, aufgrund von Klimawandel und Entwaldung schwindet. Wissenschaftler projizieren in der Studie mittels Daten und Modellen einen langfristigen Rückgang der afrikanischen CO2-Senke um 14 % bis 2030. Demnach entwickelt sich der Amazonas-Regenwald von einer CO2-Senke zu einer CO2-Quelle bis Mitte der 2030er Jahre. Ähnliche Entwicklungen wurden schon 2020 bei brasilianischen saisonalen Wäldern beobachtet. In 32 seit 1987 beobachteten Waldflächen sank die Kohlendioxid-Absorption in diesem Zeitraum um 2,6 %, während die Abgabe von CO2 um 3,4 % anstieg.
Wissenschaftliche Untersuchungen mit CO2-gedüngten Wäldern deuten darauf hin, dass diese zusätzliches CO2 über die Bodenatmung wieder abgeben. Ein Freilandexperiment der Universität Basel und des Paul Scherrer Instituts stellte bei den untersuchten Bäumen trotz der CO2-Düngung keinerlei Wachstumsförderung fest.
Neuere Forschungsarbeiten legen zu dem nahe, dass Waldflächen und Bäume als Senke von Methan (CH4) dienen können, was zunächst nur als Eigenschaft von Böden nachgewiesen war.

#### Bundeswaldinventur 2022
In der vierten Bundeswaldinventur 2022 wurde festgestellt, dass in deutschen Wäldern 2.200 Millionen Tonnen Kohlenstoff gespeichert sind, wenn man lebende Biomasse, Totholz und Kohlenstoff im Waldboden zusammenrechnet. Dieser Kohlenstoffvorrat ist im Zeitraum von 2017 bis 2022 um 3 % zurückgegangen. Der Wald ist also von der Kohlenstoffsenke zur Kohlenstoffquelle geworden. Begründet wird dies mit dem Verlust lebender Biomasse durch Kalamitäten wie Sturm, Trockenheit, Schadinsekten oder Waldbrand.

### Moore
Weltweit beherbergen Moore 900 Gigatonnen Kohlenstoff. Sie binden Kohlenstoffdioxid, solange sie wachsen. Noch in diesem Jahrhundert könnten sie – durch weitere Abtorfung oder Trockenlegung, Absterben der Torfmoose durch die Erwärmung sowie Brände – von einer Kohlenstoffsenke zu einer Kohlenstoffquelle werden. Die Datenlage ist allerdings noch sehr unsicher.
Bewirtschaftungsformen zur Rekultivierung und Erhalt von Mooren als Kohlenstoffsenken werden als Paludikultur beschrieben.

### Grasland
Grasland wie Steppen und Savannen, haben ein hohes Potential als Kohlenstoffsenke. Wissenschaftler der Universität Lund stellten fest, dass durch ihre Photosyntheseleistung etwa ein Drittel der jährlichen anthropogenen Kohlenstoffdioxidemissionen gebunden wird. In Savannen gibt es viele Feuer, die großteils vom Menschen verursacht sind. Das durch Mineralisierung oder Feuer wieder in die Atmosphäre abgegebene Kohlenstoffdioxid reduziert die Wirkung als Kohlenstoffspeicher. Böden unter Dauergrünland in Deutschland speichern in den oberen 90 cm 181 Tonnen Kohlenstoff pro Hektar, deutlich mehr als Ackerland mit durchschnittlich 95 tC/ha. Forschungsergebnisse von 2021 deuten darauf hin, dass Grasland in den kommenden Jahrzehnten unerwartet große Mengen an Kohlenstoff aufnehmen könnte. In einem Szenario, in dem sich der CO2-Gehalt in der Atmosphäre auf das Doppelte des vorindustriellen Niveaus erhöht, schätzen die Forscher, dass die Kohlenstoffaufnahme in Graslandböden um 8 Prozent zunehmen wird, während die Kohlenstoffaufnahme in Waldböden ungefähr gleich bleibt. Oberirdisch würde hingegen mehr CO2 im Wald als im Grasland gespeichert. Bei der Anpflanzung von Bäumen in Grasland und Savannen-Ökosystemen sollten solche Szenarien Berücksichtigung finden.

### Begrenzung der CO2-Aufnahme durch Nährstoffmangel
Enthält der Boden nicht genügend Nährstoffe, wachsen die Pflanzen langsamer. Sie können dann auch nicht so viel CO2 aufnehmen. Es liegen bereits Berechnungsmodelle vor, die diesen Zusammenhang für Stickstoff und Phosphor berücksichtigen. Langfristig ist besonders mit Problemen bei der Phosphorversorgung zu rechnen.

## Kohlenstoffsenken in aquatischen Systemen
Ozeane spielen eine wichtige Rolle im Kohlenstoffzyklus. Nach Forschungen unter der Leitung der ETH Zürich nahmen die Weltmeere im Zeitraum zwischen 1994 und 2007 insgesamt 34 Gigatonnen (Milliarden Tonnen) menschengemachten Kohlenstoff aus der Atmosphäre auf. Dies entspricht rund 31 % der gesamten menschengemachten Kohlendioxidproduktion in diesem Zeitraum. Im Vergleich zu den 200 zurückliegenden Jahren ist die Aufnahme von CO2 mit dessen ansteigender Konzentration in der Atmosphäre anteilsmäßig mit gestiegen. Eine Sättigung der Ozeane mit einer Verminderung der Aufnahme von CO2 ist derzeit noch nicht festzustellen.
Die Aufnahmerate ist regional unterschiedlich und hängt vom Austausch des Oberflächenwassers mit den tieferen Schichten ab. Etwa 40 Prozent der Aufnahme erfolgt im Südpolarmeer. Motor für die Verbringung des CO2 ins Tiefenwasser ist die Thermohaline Zirkulation. Sie ist auch der größte Unsicherheitsfaktor für die Vorhersage der künftigen Leistung als Kohlenstoffsenke. Die Thermohaline Zirkulation ist eines der klassischen Kippelemente im Erdklimasystem.
Die Speicherung von CO2 im Ozean hat ihren Preis: Das Meerwasser wird immer saurer. Dieser Effekt ist bis zu einer Tiefe von 3.000 m nachweisbar. Er hat negative Auswirkungen auf verschiedene Ökosysteme.
Zu den natürlichen aquatischen Kohlenstoffspeichern zählen insbesondere küstennahe Meeresgebiete mit Seegraswiesen, Salzwiesen, Algenwäldern oder Mangrovenwäldern. Von da gelangt ein Teil des organischen Materials in größere Tiefe und lagert dort langfristig als kohlenstoffhaltiges Sediment. In Europa verfolgt man das Ziel, den Erhaltungszustand dieser Biotope (so vorhanden) so zu verbessern, dass sie weiterhin ihre ökologische Funktion erfüllen können. In Deutschland erforscht das Bundesamt für Naturschutz daher unter anderem, wie sich die Kohlenstoffspeicherkapazitäten in der Nord- und Ostsee erhalten und verbessern lassen.

## Die Lithosphäre als Kohlenstoffsenke
In geologischen Zeiträumen ist der wichtigste Kohlenstoffspeicher die Lithosphäre, die 99,95 % des auf der Erde vorkommenden Kohlenstoffs enthält; hauptsächlich als Carbonat wie Kalk.
Jedoch kann es auch in kurzen Zeiträumen wie Monaten und Jahren zur Bildung von Karbonatgestein kommen. Ein Beispiel ist der sogenannte Beachrock, der an warmen Küstenregionen rund um den Globus entsteht.
Einer Hochrechnung von Forschern der Universität Lanzhou aus dem Jahr 2017 zufolge sind endorheische Gewässer eine weitere wichtige Senke, die Kohlenstoffmengen in einer Größenordnung wie die Tiefsee speichern könnten. Dabei handelt es sich um abflusslose Gewässer in Trockengebieten mit hoher Verdunstungsrate wie beispielsweise den Aralsee. Hier wird Kohlenstoff in mineralischen Verbindungen langfristig festgelegt. Man geht davon aus, dass jährlich und weltweit ca. 152 Millionen Tonnen Kohlenstoff auf diese Weise dem Kreislauf entzogen werden.
Ein Teil des in der Lithosphäre gebundenen Kohlenstoffs wird durch Vulkanismus wieder freigesetzt, indem Karbonatgesteine durch Subduktion in tiefere Schichten der Erdkruste gelangen und dort aufgeschmolzen werden. In der Folge entweicht freies CO2 in die Atmosphäre. Auch bei der Ozeanbodenspreizung, wie z. B. am Mittelatlantischen Rücken entweicht CO2 in das Meerwasser. Vor 56 Millionen Jahren verursachte dieser Prozess über einen Zeitraum von 25.000 Jahren einen Anstieg der globalen Durchschnittstemperatur von 5 Grad. Diese Prozesse finden zwar auch heute statt, jedoch konnte durch Isotopenuntersuchung nachgewiesen werden, dass der Beitrag zur heutigen Klimaerwärmung nur sehr gering ist.

## Politik
In den politischen Instanzen wird seit Jahrzehnten die Förderung natürlicher und technischer Kohlenstoffsenken beschlossen. So zum Beispiel in den Vereinten Nationen, und in der Europäischen Union im „Europäischen Klimagesetz“. Die Bundesrepublik Deutschland hat sich mit dem Klimaschutzgesetz vom 12. Dezember 2019 und nachfolgenden Aktualisierungen auf Treibhausgasneutralität bis zum Jahr 2045 festgelegt. Im Klimaschutzgesetz wird den Kohlenstoffsenken größte Bedeutung beigemessen. Natürliche Senken sollen in ihrer Wirkung verbessert werden, eine stufenweise Änderung der Landnutzung soll deren Wirkung als Senke steigern und Ziele für technische Senken werden definiert. In den erwähnten juristischen Texten wird überwiegend der Begriff der Senke anstellen von Kohlenstoffsenke verwendet. Dieser ist weiter gefasst und schließt die Treibhausgase mit ein, die nicht auf Kohlenstoff aufgebaut sind (zum Beispiel Lachgas).